# Ширгисвальде

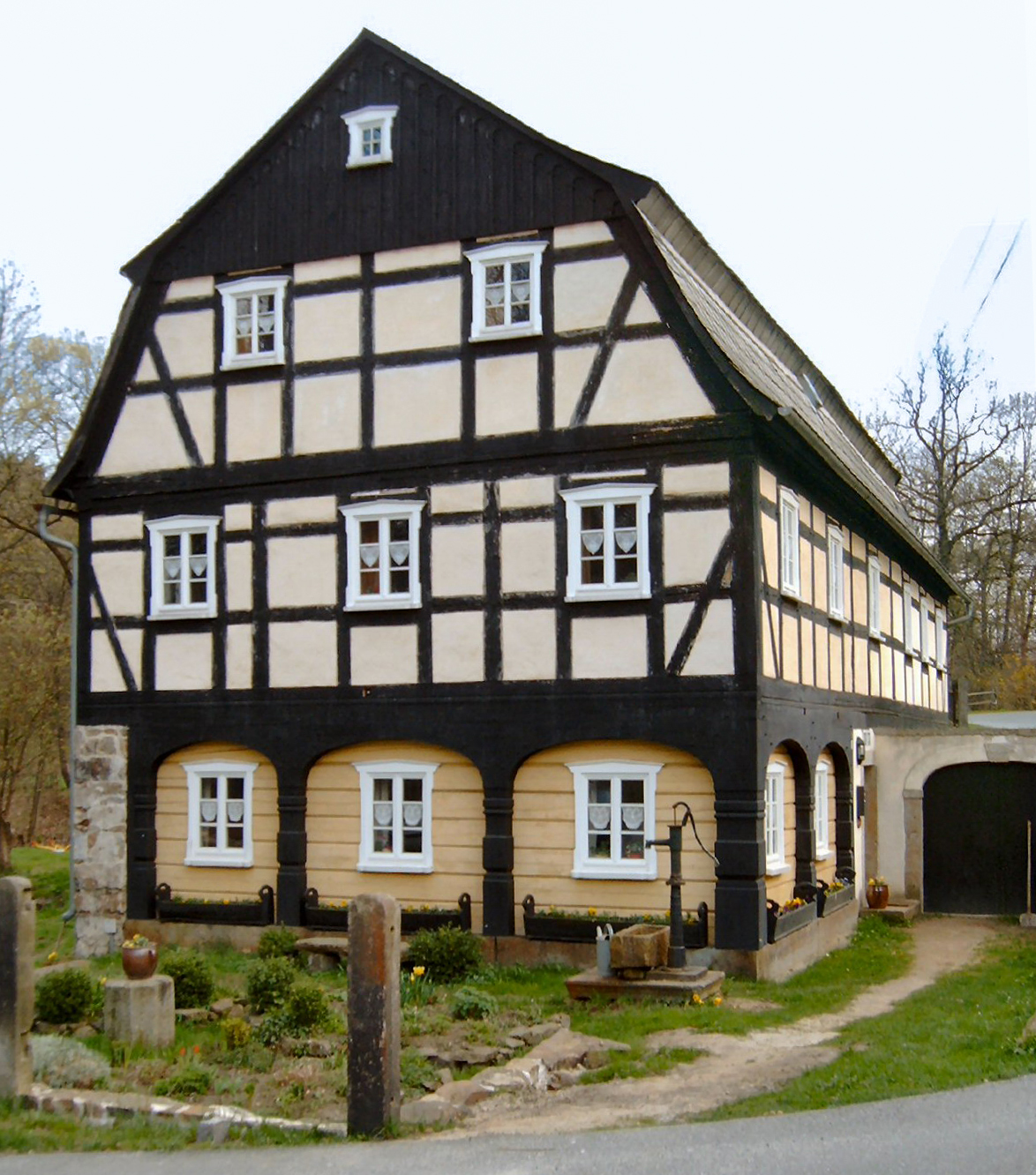
Ширгисвальде

Ширгисва́льде (нем. Schirgiswalde; в.-луж. Šěrachów) — город в Германии, в земле Саксония. Подчинён административному округу Дрезден. Входит в состав района Баутцен. Население составляет 2 865 человек (на 31 декабря 2010 года). Занимает площадь 8,48 км². Официальный код —  14 2 72 320.
С 1 января 2011 года является частью города Ширгисвальде-Киршау.